# Canal Street (stacja metra na Eighth Avenue Line)
Canal Street – stacja metra nowojorskiego, na linii A, C, i E. Znajduje się w dzielnicy Manhattan, w Nowym Jorku i zlokalizowana jest pomiędzy stacjami Spring Street i Chambers Street – World Trade Center. Została otwarta 10 września 1932.